# Matthias Hüttmann

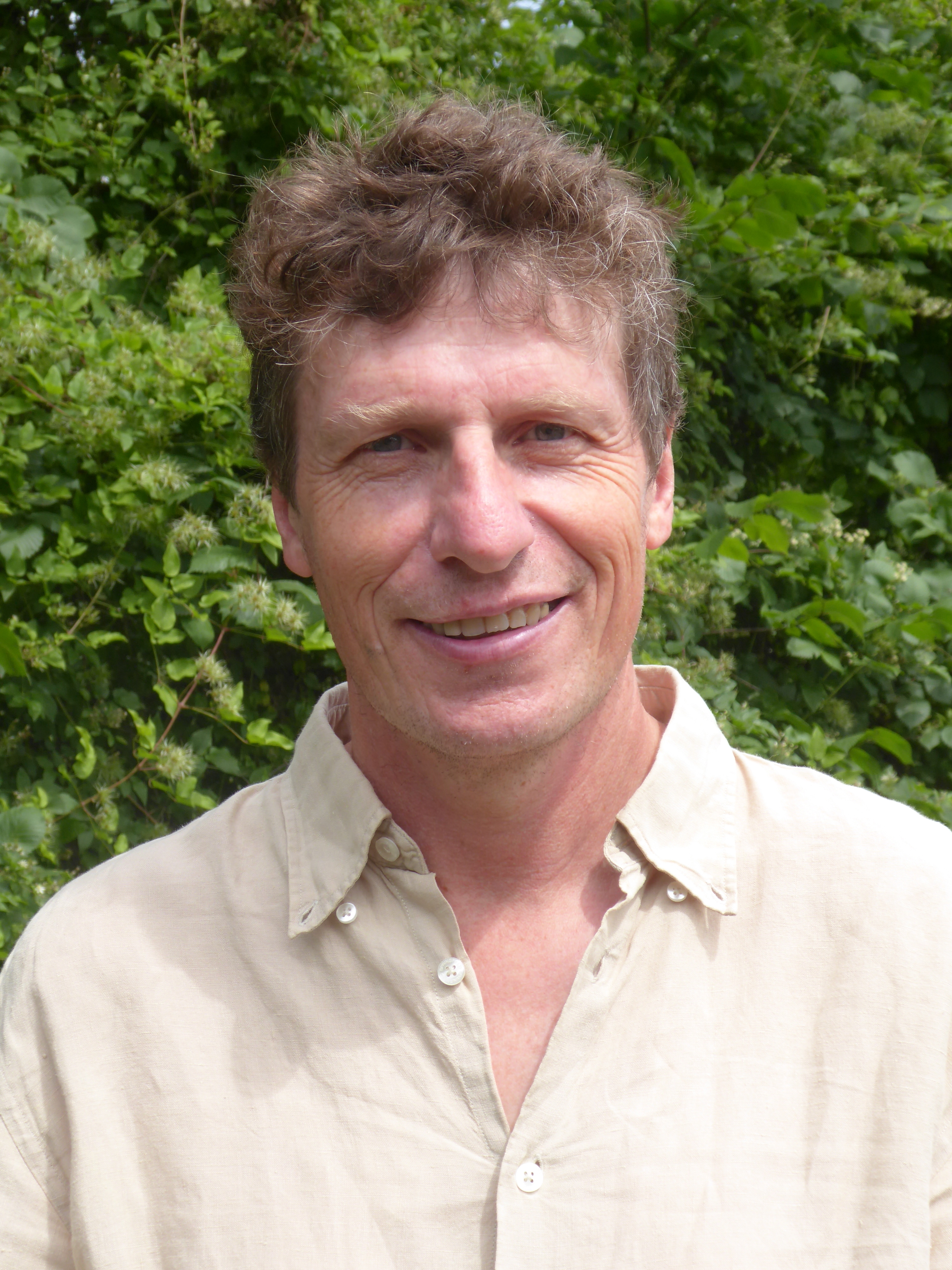
Matthias Hüttmann (2019)

Matthias Hüttmann (* 1963) ist ein deutscher Journalist und Übersetzer. Er war von 2010 bis 2023  Chefredakteur der Solar-Fachzeitschrift Sonnenenergie.

## Werdegang
Hüttmann studierte von 1989 bis 1994 an der Fachhochschule Gießen Energie- und Wärmetechnik. Er schloss das Studium mit einem Dipl. Ing. (FH) ab. Anschließend begann Hüttmann seine Tätigkeit in der Solarbranche. Er war bis 2010 sechzehn Jahre lang Mitarbeiter des Solarenergie Informations- und Demonstrationszentrums solid in Fürth, anfangs in der Solarberatung, später in der Presse- und Öffentlichkeitsarbeit.
Von 2010 bis 2023 war Hüttmann Chefredakteur der Solar-Fachzeitschrift Sonnenenergie, die von der Deutschen Gesellschaft für Sonnenenergie (DGS) herausgegeben wird. Darüber hinaus war Hüttmann auch Pressesprecher der DGS. In seiner publizistischen Tätigkeit befasst er sich mit den Themen Klimawandel und Energiewende.
Hüttmann lebt in Puschendorf.

## Publikationen
- mit Richard Mährlein: Cartoon - aus dem Kopf gepurzelte Ideen. Verlag Solare Zukunft; Erlangen 2018.[10]
- mit Timo Leukefeld und Oliver Baer: Modern heizen mit Solarthermie: Sicherheit im Wandel der Energiewende. Herausgeber: Deutsche Gesellschaft für Sonnenenergie (DGS), Landesverband Franken e.V., Nürnberg; Verlag Solare Zukunft; Erlangen 2015.[11]
- mit Heinz Wraneschitz: Solarenergie gewinnen und optimal nutzen. Compact-Verlag; München 1996.[12]

als Übersetzer:
- mit Herbert Eppel: Michael E. Mann und Tom Toles: Der Tollhauseffekt: wie die Leugnung des Klimawandels unseren Planeten bedroht, unsere Politik zerstört und uns in den Wahnsinn treibt.[13]; Erlangen; Verlag Solare Zukunft; 2018[14]
- Michael E. Mann: Propagandaschlacht ums Klima. Wie wir die Anstifter klimapolitischer Untätigkeit besiegen. Hrsg.: Deutsche Gesellschaft für Sonnenenergie. 1. Auflage. Solare Zukunft, Erlangen 2021, ISBN 978-3-933634-48-1 (englisch: The New Climate War. 2021. Übersetzt von Matthias Hüttmann, Tatiana Abarzúa und Herbert Eppel, Verlag der Originalausgabe: PublicAffairs).
- Michael E. Mann: Moment der Entscheidung. Wie wir mit Lehren aus der Erdgeschichte die Klimakrise überleben können. Oekom-Verlag, München 2024, ISBN 978-3-9872606-9-8 (384 S., focus.de – englisch: Our fragile moment. 2023. Übersetzt von Matthias Hüttmann, Tatiana Abarzúa).